# Markwerben
Markwerben è un ex-comune tedesco di 698 abitanti, situato nel land della Sassonia-Anhalt.
Dal 1º gennaio 2010 è stato accorpato alla città di Weißenfels..